# الكسندر إي. ماثيسون
الكسندر إي. ماثيسون هو قاضي وسياسي أمريكي، ولد في 11 يوليو 1868، وتوفي في 11 نوفمبر 1931. نشط حزبياً في الحزب الجمهوري. وقد انتخب عضو جمعية ولاية ويسكونسن ‏.